# 西川ヘレン
西川 ヘレン（にしかわ ヘレン、Helen Nishikawa、旧姓：杉本、1946年〈昭和21年〉10月6日 - ）は、日本のタレント。京都府京都市出身。夫はお笑い芸人・西川きよし。子供には喜劇俳優・西川忠志、タレント・西川かの子、元俳優・西川弘志がいる。

## 来歴・人物
- 1946年、京都市で誕生。父親がアイルランド系アメリカ人（軍人出身）で母親が日本人。ヘレン（Helen）という名は、本人によれば親が敬愛していたヘレン・ケラーに由来する、とのこと。
- 1963年に華頂女子高等学校を中途退学し吉本興業に所属、当初はシャンソン歌手やミュージカル女優を目指した。当時はヘレン杉本の名で吉本ヴァラエティにて活躍。女優顔負けの美貌や、都合が悪くなると「私外人やから、日本語わかりません」とペラペラの関西弁でまくしたてるギャグが大受けし、吉本興業のマドンナ的存在として人気となった。当時、まだ芸人として食べられなかったきよしとその同僚である坂田利夫を養いながら生活しており、余興の営業でシャンソンを歌って生計を立てていたこともある。
- 1967年9月にきよしと結婚して、家事のために芸人としては半引退状態となる。しかしヘレンは当時すでに売れっ子、反対にきよしは全く売れていなかったことから、この結婚は周りから歓迎されず、会社を含めてかなりの人間に辛辣に当たられたという。結婚後は2男1女をもうけ、3児の子育てと共に、夫であるきよしを支えた。
- 1986年、初の自伝的著書『幸せの鐘がきこえる』（ケント出版）を出版。
- 2003年、3人の老親（実母、舅、姑）介護などの奮戦振りなどを記録した『ヘレンのもう、いや! 多重介護奮戦録』（小学館）を出版した。
- 現在では主婦業と共に講演会を中心としたタレント活動を積極的に行なっており、きよしとのおしどり夫婦としての出演も有名である。きよしと共演した際に出る「離婚や、離婚!」も、お約束のネタ化している。
- 長男・忠志は俳優、長女・かの子はタレントとして活躍。また、次男・弘志は元俳優で福岡市西中州にて和食店「にし川」を運営している。
- 近年、講演会やテレビ・雑誌出演する際は和服を着用し、老眼鏡をかけている。

## エピソード
ヘレンがスチャラカ社員の4代目事務員として出演していた際、当時あまり仕事のなかったきよしは嫉妬してヘレンの台本をビリビリに破って捨てたことがある。2010年11月23日にABCで放送した開局記念番組『ABCお笑い60年史　てなもんやからM-1まで いま明かされるマル秘伝説』で西川きよしがVTR出演して上記のヘレンに養ってもらっていたときのエピソードとして語っていた。西川きよしは『てなもんや三度笠』の末期（横山やすしとコンビ結成後）になって本編に出演。

## 出演番組

### 現在
- モモコのOH!ソレ!み～よ!（関西テレビ）

この番組で約15年ぶりのレギュラー出演となった。番組出演が決まった際、夫のきよしが番組関係者に頭を下げてお礼を言いに回った話は有名。

### 過去
- 西川きよしのバンザイ家族（NHK-BS2）

夫であるきよしと2006年度から司会を担当。
- お笑いゴールデン劇場（毎日放送）
- 全国対抗歌合戦（朝日放送・財津一郎とともに司会）
- シャボン玉プレゼント（朝日放送・西川きよしとともに司会）
- なるトモ!（読売テレビ・水曜・準レギュラー→後にレギュラー）
- 情報満載 ひるまで!すっぴん!（読売テレビ・火曜レギュラー）

など
その他
- 連続テレビ小説・よーいドン（1982年 - 1983年、NHK総合） - 英語教員

## コマーシャル
- 愛情コニカ（小西六写真工業、後のコニカ。現・コニカミノルタホールディングス→コニカミノルタ）1977年
- ロートV40（ロート製薬。かの子と親子共演）1993年

- 岸和田セントジョーンズチャーチ(かの子と親子共演)

- フレッツ光（NTT西日本）2009年
- アタック消臭ストロング（花王）2017年

## 著書
- 『幸せの鐘がきこえる』ケント出版、1987年1月15日。
- 『ヘレンのもう、いや!―多重介護奮戦録』小学館、2003年1月1日。ISBN 978-4093873994。

## レコード
- 約束

元々は1979年にきよしの「子供が三人おりますねん」のB面曲として発表されたが、その後「約束」が有線などで注目され、カラオケでも人気になったことを受けて、1984年に「約束」がA面曲に昇格し、再録音版として発売された（ポリドール 7DX-1316。B面は同曲のカラオケ）。

## 演じた女優
- 福家美峰 - 『花王ファミリースペシャル』「西川ヘレン物語」（きよし役は次男の弘志が演じる）
- 和久井映見 - 日本テレビ系『ドラマコンプレックス』「ヘレンときよしの物語」（きよし役は長男の忠志が演じる）
- 瀬戸カトリーヌ - 舞台『吉本百年物語』12月公演「日本全国、テレビで遊ぼ」（きよし役は長男の忠志が演じる）